# Xanthanomis fuscifrons
Xanthanomis fuscifrons là một loài bướm đêm trong họ Noctuidae.